# Lee Mi-gyeong
Lee Mi-gyeong   (Seül, 8 d'abril de 1958) és una empresària i productora de cinema nord-americana que treballa a Corea del Sud. És vicepresidenta del Grup CJ. És coneguda també com a Miki Lee.

## Biografia
Es va graduar a la Universitat Nacional de Seül el 1981. Més tard, quan estudiava a l'Escola de Postgrau de la Universitat Harvard als Estats Units, es va trobar que hi havia prejudicis sobre Corea del Sud i va decidir que treballar per afavorir un millor coneixement per part dels estrangers de la cultura coreana.
El 1995 es va unir a l'empresa CheilJedang (actualment CJ Group). El mateix any, CheilJedang va negociar amb èxit una inversió per establir conjuntament una companyia de cinema, DreamWorks, a Hollywood, adquirir els drets de distribució a Àsia i construir les bases del negoci de continguts.
Va ampliar el camp de la producció, inversió i distribució cinematogràfica participant activament en la gestió de CJ E&M. A més de l'èxit del programa d'audicions "Superstar K" al canal de música Mnet, també va promoure el festival de cultura Ona coreana "KCON".
El 2006, va guanyar el World Women's Award for Management.
Ha participat en pel·lícules de CJ Entertaintment com Mother, Trencaneu, Paràsits, Sóc un cyborg o La donzella, entre d'altres.

## Premis
- 1997: 100 líders per la pròxima generació del Fòrum Econòmic Mundial de Davos
- 2005-2015: 30 Líders de Poder de la Cultura Popular
- 2006: Premis per les Dones del Món[9]
- 2007: Premi de l'Associació Empresarial de Corea[10]
- 2012: 50 dones de negocis més poderoses d'Àsia per Forbes[11]
- 2014: 50 dones de negocis més poderoses d'Àsia per Forbes[12]
- 2018: "Women Entrepreneurs Finance Initiative Leadership Group" pel Banc Mundial[13]
- 2022: 100 dones més inspiradores per la BBC.[14]